# Calliostomatinae
Calliostomatinae là một phân họ động vật chân bụng đã tuyệt chủng. Đây là một thành viên của gia đình Calliostomatidae.